# Fotbollsallsvenskan 2016
Fotbollsallsvenskan 2016 var den 92:a säsongen av allsvenskan sedan starten 1924, och var Sveriges högsta liga i fotboll 2016. Nykomlingar för året var Östersunds FK (som debuterade i allsvenskan) och Jönköpings Södra (senaste säsongen i allsvenskan var 1969).
Regerande mästare var IFK Norrköping.
Malmö FF säkrade SM-guldet i den 28:e omgången, onsdagen den 26 oktober, efter att bortaslagit Falkenberg samtidigt som IFK Norrköping förlorade borta mot Elfsborg. Med två omgångar kvar stod Malmö FF på 63 poäng medan IFK Norrköping stod på 56 poäng, vilket innebar en 7-poängsledning.

## Förlopp

### IFK Norrköping–Hammarby IF
- 26 april 2016 – Matchen mellan IFK Norrköping och Hammarby IF på Östgötaporten blev avbruten i ett par minuter i slutet av matchen då tumult uppstått i Hammarby:s klack i samband med att IFK Norrköping fått en straff, även föremål kastades in på planen. Matchen återupptogs dock och IFK Norrköping vann till slut med 3–1.[5][6][7]

### IFK Göteborg–Malmö FF
- 27 april 2016 – Mesta mästarmötet, matchen mellan IFK Göteborg och Malmö FF på Gamla Ullevi avbröts efter 77 spelade minuter vid ställningen 0–0 på grund av en publikskandal, då en sorts smällare kastats in mot planen från IFK Göteborgs ståplatsläktare för hemmasupportrarna i riktning mot Tobias Sana, som har ett förflutet i just IFK Göteborg. Tobias svarade med att plocka upp hörnflaggan och skicka den mot Blåvitt-klacken..varpå ramsam "Kasta spjut kasta spjut. Han är från Angered. Han kastar spjut på er.." uppkom[8][9]  En linjedomare som befann sig i närheten av smällen blev så pass chockad att han inte kunde fortsätta att döma matchen.[10] Under tiden det väntades på ett besked om matchen skulle återupptas eller inte, tog sig en åskådare in på planen, åskådaren var en ishockeyspelare från Frölunda HC:s guldlag.[11] Utgången av matchen och om IFK Göteborg får någon bestraffning kommer att beslutas inom kort uppger SvFF.[10] Det gick dryga 40 minuter innan domare i samspråk med polis, säkerhetsansvariga samt matchdelegat tog beslutet att inte återuppta matchen.[10] Den 5 maj offentliggjorde disciplinnämnden sitt beslut; 3–0-seger för Malmö FF.[12] Den 19 maj gick IFK Göteborg ut med att man väljer att överklaga disciplinnämndens beslut.[13] IFK Göteborg fick dock inte gehör för sin överklagan, varpå resultatet 3–0 till Malmö FF kvarstår.[14]

### Falkenbergs FF–AIK
- 20 maj 2016 – Matchen mellan Falkenbergs FF och AIK, händelsen utspelade sig faktiskt efter slutsignalen; Carlos Strandberg tog strypgrepp på lagkamraten Daniel Sundgren, AIK:s ledning accepterade inte beteendet och valde därmed att stänga av Strandberg i en match.[15] Carlos Strandberg väntades riskera ytterligare bestraffning då SvFF har gjort en anmälan mot Strandberg.[16] Strandberg stängdes av från all fotboll mellan 28 maj – 3 juni, vilket innebar att han missade två matcher, en med AIK och en med U21-landslaget.[17]

### Jönköpings Södra–Östersunds FK
- 15 augusti 2016 – Matchen avbröts i 90:e minuten[18] vid ställningen 1–1, då en maskerad åskådare tagit sig in på planen och slagit ner Östersunds FK:s målvakt, Aly Keita.[19] Vakter lyckades fånga åskådaren och tvinga honom av planen,[20] åskådaren omhändertogs av polis.[21] Keita blev liggande en stund i gräset efter överfallet men kunde resa sig och lämna planen gående med hjälp.[20] Både matchläkaren och Jonas Eriksson (domaren) förbjöd Keita att fortsätta spela matchen.[21] I samband med att åskådaren greps bombhotade han Stadsparksvallen, han sade sig ha placerat två väskor med sprängämne vid bortaläktaren (läktaren för supportrarna till bortalaget).[22] När Stadsparksvallen hade utryms sökte polisen igenom arenan men man fann inga väskor.[23] Om matchen skulle återupptas eller om Östersunds FK skulle tilldömas segern återstod att se.[20] Dessutom riskerar Jönköpings Södra att straffas.[21] Sportbladet har pratat med flera åskådare som befann sig på samma läktare som huliganen, vilka uppger samma sak om den misstänkte, han verkade inte hålla på något av lagen.[24] Orsaken till att åskådaren rusade in på planen, slog ner målvakten och bombhotade Stadsparksvallen är i nuläget oklart, ett rykte som gått skulle vara att attacken kunde varit sammankopplad med matchfixning.[25] Den 16 augusti utredde Svenska spel internt den eventuella anledningen, men man kunde se något avvikande mönster.[26] Då den misstänkte åskådaren ses som en neutral åskådare kan matchen även sluta 1–1.[27] Den misstänkte är en kille på 17 år hemmahörande i Södertälje, 17-åringen är dömd sedan tidigare.[21] Den misstänkte har erkänt överfallet, men han har släppts fri fot tills vidare.[28] Den 25 augusti 2016 gick disciplinnämnden ut med sitt beslut om huruvida matchen skulle sluta; Östersunds FK tilldöms segern med 3–0.[29] Jönköpings Södra valde att överklaga beslutet.[30] Även riksombudet överklagade beslutet.[31] Den 27 september 2016 beslutade besvärsnämnden att fastställa resultatet till 1–1.[32]

### IF Elfsborg–AIK
- 25 september 2016 – I andra halvleken, innan ens en minut hade gått av halvleken[33] avbröts matchen på grund av brand vid ståplatsläktaren för bortasupportrarna, avbrottet varade i cirka 20 minuter.[34] Anledningen till att det började brinna var att AIK-klacken hade tänt bengaler som sen fattat eld på bland annat flaggor.[34] Sex personer skadades lindrigt vid händelsen, ingen behövde dock åka till sjukhus.[35] En person har dessutom ha omhändertagits.[36] Disciplinnämnden ska besluta om eventuell bestraffning för respektive lag.[34]

### Hammarby IF–Djurgårdens IF
- 17 oktober 2016 – Stockholmsderbyt mellan Hammarby IF och Djurgårdens IF avbröts med cirka tio minuter kvar vid ställningen 4–2, sedan supportrar till Djurgårdens IF tagit sig ner från läktaren, även föremål kastades in på planen. Matchen kunde återupptas femton-tjugo minuter senare och spelades klart.[37]

## Lag

### Städer och arenor
| Lag              | Län             | Ort         | Arena            | Underlag  | Kapacitet | Kapacitet | Placering 2015 |
| ---------------- | --------------- | ----------- | ---------------- | --------- | --------- | --------- | -------------- |
| AIK              | Stockholm       | Stockholm   | Friends Arena    | Gräs      | 50 000    | [ 38 ]    | 3              |
| BK Häcken        | Västra Götaland | Göteborg    | Bravida Arena    | Konstgräs | 6 500     | [ 39 ]    | 7              |
| Djurgårdens IF   | Stockholm       | Stockholm   | Tele2 Arena      | Konstgräs | 30 000    | [ 40 ]    | 6              |
| Falkenbergs FF   | Halland         | Falkenberg  | Falkenbergs IP   | Gräs      | 4 000     | [ 41 ]    | 14             |
| Gefle IF         | Gävleborg       | Gävle       | Gavlevallen      | Konstgräs | 6 500     | [ 42 ]    | 10             |
| GIF Sundsvall    | Västernorrland  | Sundsvall   | Norrporten Arena | Konstgräs | 7 700     | [ 43 ]    | 12             |
| Hammarby IF      | Stockholm       | Stockholm   | Tele2 Arena      | Konstgräs | 30 000    | [ 44 ]    | 11             |
| Helsingborgs IF  | Skåne           | Helsingborg | Olympia          | Gräs      | 16 500    | [ 45 ]    | 8              |
| IF Elfsborg      | Västra Götaland | Borås       | Borås Arena      | Konstgräs | 16 899    | [ 46 ]    | 4              |
| IFK Göteborg     | Västra Götaland | Göteborg    | Gamla Ullevi     | Gräs      | 18 600    | [ 47 ]    | 2              |
| IFK Norrköping   | Östergötland    | Norrköping  | Östgötaporten    | Konstgräs | 15 734    | [ 48 ]    | 1              |
| Jönköpings Södra | Jönköping       | Jönköping   | Stadsparksvallen | Gräs      | 5 500     | [ 49 ]    | 1 (S1)         |
| Kalmar FF        | Kalmar          | Kalmar      | Guldfågeln Arena | Gräs      | 12 000    | [ 50 ]    | 13             |
| Malmö FF         | Skåne           | Malmö       | Swedbank Stadion | Gräs      | 24 000    | [ 51 ]    | 5              |
| Örebro SK        | Örebro          | Örebro      | Behrn Arena      | Konstgräs | 12 300    | [ 52 ]    | 9              |
| Östersunds FK    | Jämtland        | Östersund   | Jämtkraft Arena  | Konstgräs | 6 626     | [ 53 ]    | 2 (S1)         |

| Anläggningar för Fotbollsallsvenskan 2016 ( ) | Anläggningar för Fotbollsallsvenskan 2016 ( ) | Anläggningar för Fotbollsallsvenskan 2016 ( ) | Anläggningar för Fotbollsallsvenskan 2016 ( ) |
| AIK                                           | BK Häcken                                     | Djurgårdens IF                                | Falkenbergs FF                                |
| --------------------------------------------- | --------------------------------------------- | --------------------------------------------- | --------------------------------------------- |
| Friends Arena Kapacitet: 50 000               | Bravida Arena Kapacitet: 6 500                | Tele2 Arena Kapacitet: 30 000                 | Falkenbergs IP Kapacitet: 4 000               |
| Friends Arena                                 | Bravida Arena                                 | Tele2 Arena                                   | Bild saknas                                   |
| Gefle IF                                      | GIF Sundsvall                                 | Hammarby IF                                   | Helsingborgs IF                               |
| Gavlevallen Kapacitet: 6 500                  | Norrporten Arena Kapacitet: 7 700             | Tele2 Arena Kapacitet: 30 000                 | Olympia Kapacitet: 16 500                     |
| Gavlevallen                                   | Norrporten Arena                              | Tele2 Arena                                   | Olympia                                       |
| IF Elfsborg                                   | IFK Göteborg                                  | IFK Norrköping                                | Jönköpings Södra                              |
| Borås Arena Kapacitet: 16 899                 | Gamla Ullevi Kapacitet: 18 416                | Östgötaporten Kapacitet: 15 734               | Stadsparksvallen Kapacitet: 5 500             |
| Borås Arena                                   | Gamla Ullevi                                  | Östgötaporten                                 | Stadsparksvallen                              |
| Kalmar FF                                     | Malmö FF                                      | Örebro SK                                     | Östersunds FK                                 |
| Guldfågeln Arena Kapacitet: 12 000            | Swedbank Stadion Kapacitet: 24 000            | Behrn Arena Kapacitet: 12 300                 | Jämtkraft Arena Kapacitet: 6 626              |
| Guldfågeln Arena                              | Swedbank Stadion                              | Behrn Arena                                   | Jämtkraft Arena                               |

### Personal och matchställ
| Lag              | Tränare            | Lagkapten             | Tillverkare av matchställ | Tröjsponsor       |
| ---------------- | ------------------ | --------------------- | ------------------------- | ----------------- |
| AIK              | Rikard Norling     | Nils-Eric Johansson   | Adidas                    | Åbro              |
| BK Häcken        | Peter Gerhardsson  | Martin Ericsson       | Nike                      | BRA Bygg          |
| Djurgårdens IF   | Mark Dempsey       | Kevin Walker          | Adidas                    | Prioritet finans  |
| Falkenbergs FF   | Hans Eklund        | David Svensson        | Nike                      | Gekås             |
| Gefle IF         | Thomas Andersson   | Anders Bååth          | Umbro                     | Varierar          |
| GIF Sundsvall    | Joel Cedergren     | Tommy Naurin          | Adidas                    | Varierar          |
| GIF Sundsvall    | Roger Franzén      | Tommy Naurin          | Adidas                    | Varierar          |
| Hammarby IF      | Nanne Bergstrand   | Kennedy Bakircioglu   | Puma                      | LW                |
| Helsingborgs IF  | Henrik Larsson     | Peter Larsson         | Puma                      | Resurs Bank       |
| IF Elfsborg      | Magnus Haglund     | Kevin Stuhr Ellegaard | Umbro                     | Varierar          |
| IFK Göteborg     | Jörgen Lennartsson | Mattias Bjärsmyr      | Kappa                     | Prioritet finans  |
| IFK Norrköping   | Jens Gustafsson    | Andreas Johansson     | Nike                      | Holmen            |
| Jönköpings Södra | Jimmy Thelin       | Tommy Thelin          | Nike                      | Varierar          |
| Kalmar FF        | Peter Swärdh       | Rasmus Elm            | Hummel                    | Hjältevadshus     |
| Malmö FF         | Allan Kuhn         | Markus Rosenberg      | Puma                      | Volkswagen        |
| Örebro SK        | Alexander Axén     | Robert Åhman-Persson  | Puma                      | i.u.              |
| Östersunds FK    | Graham Potter      | Alex Dyer             | Adidas                    | Östersunds kommun |

### Förändringar på tränare-sidan
| Lag            | Utgående tränare | Anledning  | Datum           | Position i tabell | Inkommande tränare | Datum          |
| -------------- | ---------------- | ---------- | --------------- | ----------------- | ------------------ | -------------- |
| Malmö FF       | Åge Hareide      | Sa upp sig | 2 december 2015 | Försäsong         | Allan Kuhn         | 8 januari 2016 |
| AIK            | Andreas Alm      | Avskedad   | 13 maj 2016     | 9                 | Rikard Norling     | 13 maj 2016    |
| IFK Norrköping | Janne Andersson  | Sa upp sig | 29 maj 2016     | 2                 | Jens Gustafsson    | 1 juni 2016    |
| Gefle IF       | Roger Sandberg   | Avskedad   | 2 juni 2016     | 15                | Thomas Andersson   | 2 juni 2016    |
| Djurgårdens IF | Pelle Olsson     | Avskedad   | 3 augusti 2016  | 14                | Mark Dempsey       | 3 augusti 2016 |

## Tabeller

### Poängtabell
Tabell uppdaterad 6 november 2016.
| Nr | Lag                  | S  | V  | O  | F  | GM | IM | MS  | P  |
| -- | -------------------- | -- | -- | -- | -- | -- | -- | --- | -- |
| 1  | Malmö FF             | 30 | 21 | 3  | 6  | 60 | 26 | +34 | 66 |
| 2  | AIK                  | 30 | 17 | 9  | 4  | 52 | 26 | +26 | 60 |
| 3  | IFK Norrköping (RM)  | 30 | 18 | 6  | 6  | 59 | 37 | +22 | 60 |
| 4  | IFK Göteborg         | 30 | 14 | 8  | 8  | 56 | 47 | +9  | 50 |
| 5  | IF Elfsborg          | 30 | 13 | 9  | 8  | 58 | 38 | +20 | 48 |
| 6  | Kalmar FF            | 30 | 12 | 8  | 10 | 45 | 40 | +5  | 44 |
| 7  | Djurgårdens IF       | 30 | 14 | 1  | 15 | 48 | 47 | +1  | 43 |
| 8  | Östersunds FK (U)    | 30 | 12 | 6  | 12 | 44 | 46 | −2  | 42 |
| 9  | Örebro SK            | 30 | 11 | 8  | 11 | 48 | 51 | −3  | 41 |
| 10 | BK Häcken            | 30 | 11 | 7  | 12 | 58 | 45 | +13 | 40 |
| 11 | Hammarby IF          | 30 | 10 | 9  | 11 | 46 | 49 | −3  | 39 |
| 12 | Jönköpings Södra (U) | 30 | 8  | 11 | 11 | 32 | 39 | −7  | 35 |
| 13 | GIF Sundsvall        | 30 | 7  | 9  | 14 | 38 | 54 | −16 | 30 |
| 14 | Helsingborgs IF      | 30 | 8  | 5  | 17 | 34 | 52 | −18 | 29 |
| 15 | Gefle IF             | 30 | 6  | 9  | 15 | 34 | 56 | −22 | 27 |
| 16 | Falkenbergs FF       | 30 | 2  | 4  | 24 | 25 | 84 | −59 | 10 |

#### Nedflyttningskval
Det 14:e placerade laget, Helsingborgs IF, spelade kvalspel mot det tredjeplacerade laget i superettan 2016, Halmstads BK.
| 1 | 17 november 2016 | Halmstads BK                 | 1 – 1           | Helsingborgs IF   | Örjans vall, Halmstad |               |
|   |                  | Frederik Helstrup 85′ (sjm.) | (0 – 0) Rapport | 74′ Adam Eriksson | Publik: 6 104         | Publik: 6 104 |
|   |                  |                              |                 |                   | Publik: 6 104         | Publik: 6 104 |
|   |                  |                              |                 |                   | Publik: 6 104         | Publik: 6 104 |

| 2 | 20 november 2016 | Helsingborgs IF    | 1 – 2           | Halmstads BK                    | Olympia, Helsingborg |                |
|   |                  | Jordan Larsson 81′ | (0 – 0) Rapport | 86′ (str.), 89′ Marcus Mathisen | Publik: 11 074       | Publik: 11 074 |
|   |                  |                    |                 |                                 | Publik: 11 074       | Publik: 11 074 |
|   |                  |                    |                 |                                 | Publik: 11 074       | Publik: 11 074 |

#### Placering efter omgång[65]
| Lag ╲ Omgång     | 1        | 2  | 3  | 4  | 5  | 6  | 7  | 8  | 9  | 10 | 11 | 12 | 13 | 14 | 15 | 16 | 17 | 18 | 19 | 20 | 21 | 22 | 23 | 24 | 25 | 26 | 27 | 28 | 29 | 30 |   |
| ---------------- | -------- | -- | -- | -- | -- | -- | -- | -- | -- | -- | -- | -- | -- | -- | -- | -- | -- | -- | -- | -- | -- | -- | -- | -- | -- | -- | -- | -- | -- | -- | - |
| Lag ╲ Omgång     | Malmö FF | 1  | 7  | 12 | 8  | 5  | 2  | 2  | 2  | 2  | 2  | 1  | 1  | 1  | 1  | 1  | 1  | 1  | 1  | 1  | 1  | 1  | 2  | 2  | 1  | 1  | 1  | 1  | 1  | 1  | 1 |
| AIK              | 9        | 4  | 6  | 10 | 9  | 9  | 11 | 9  | 4  | 4  | 4  | 4  | 5  | 5  | 5  | 3  | 3  | 3  | 3  | 3  | 3  | 3  | 3  | 3  | 3  | 2  | 3  | 2  | 2  | 2  |   |
| IFK Norrköping   | 14       | 8  | 3  | 2  | 4  | 1  | 1  | 1  | 1  | 1  | 2  | 2  | 2  | 2  | 2  | 2  | 2  | 2  | 2  | 2  | 2  | 1  | 1  | 2  | 2  | 3  | 2  | 3  | 3  | 3  |   |
| IFK Göteborg     | 3        | 2  | 2  | 4  | 8  | 10 | 7  | 5  | 6  | 6  | 6  | 5  | 3  | 3  | 3  | 4  | 4  | 4  | 4  | 4  | 4  | 4  | 4  | 4  | 4  | 4  | 4  | 4  | 4  | 4  |   |
| IF Elfsborg      | 12       | 6  | 11 | 14 | 14 | 12 | 9  | 7  | 10 | 5  | 7  | 7  | 6  | 6  | 6  | 6  | 7  | 7  | 6  | 7  | 7  | 6  | 7  | 8  | 8  | 6  | 5  | 5  | 5  | 5  |   |
| Kalmar FF        | 13       | 15 | 14 | 12 | 13 | 14 | 12 | 13 | 14 | 12 | 13 | 9  | 10 | 12 | 10 | 9  | 11 | 11 | 9  | 11 | 10 | 10 | 8  | 7  | 5  | 7  | 6  | 6  | 6  | 6  |   |
| Djurgårdens IF   | 2        | 1  | 1  | 1  | 3  | 7  | 3  | 8  | 11 | 13 | 8  | 10 | 11 | 13 | 13 | 14 | 14 | 13 | 13 | 13 | 12 | 11 | 12 | 10 | 10 | 10 | 11 | 11 | 9  | 7  |   |
| Östersunds FK    | 8        | 13 | 10 | 7  | 10 | 11 | 13 | 11 | 7  | 8  | 10 | 13 | 9  | 9  | 9  | 10 | 8  | 8  | 8  | 8  | 8  | 8  | 9  | 11 | 11 | 11 | 10 | 8  | 7  | 8  |   |
| Örebro SK        | 16       | 9  | 4  | 9  | 6  | 3  | 6  | 4  | 3  | 3  | 3  | 3  | 4  | 4  | 4  | 5  | 6  | 5  | 5  | 5  | 5  | 5  | 6  | 6  | 7  | 5  | 7  | 7  | 8  | 9  |   |
| BK Häcken        | 4        | 10 | 13 | 15 | 15 | 13 | 14 | 14 | 13 | 11 | 12 | 8  | 7  | 7  | 7  | 7  | 5  | 6  | 7  | 6  | 6  | 7  | 5  | 5  | 6  | 9  | 9  | 10 | 11 | 10 |   |
| Hammarby IF      | 11       | 14 | 7  | 5  | 7  | 8  | 10 | 12 | 12 | 14 | 14 | 14 | 14 | 14 | 14 | 13 | 12 | 12 | 10 | 10 | 9  | 9  | 10 | 9  | 9  | 8  | 8  | 9  | 10 | 11 |   |
| Jönköpings Södra | 5        | 3  | 5  | 3  | 2  | 5  | 5  | 10 | 9  | 10 | 11 | 11 | 12 | 10 | 11 | 11 | 9  | 9  | 11 | 9  | 11 | 12 | 11 | 12 | 12 | 12 | 12 | 12 | 12 | 12 |   |
| GIF Sundsvall    | 6        | 11 | 9  | 6  | 1  | 4  | 4  | 3  | 5  | 7  | 5  | 6  | 8  | 8  | 8  | 8  | 10 | 10 | 12 | 12 | 13 | 13 | 13 | 13 | 13 | 13 | 13 | 13 | 13 | 13 |   |
| Helsingborgs IF  | 7        | 12 | 15 | 13 | 11 | 6  | 8  | 6  | 8  | 9  | 9  | 12 | 13 | 11 | 12 | 12 | 13 | 14 | 14 | 14 | 14 | 14 | 14 | 14 | 14 | 14 | 14 | 14 | 14 | 14 |   |
| Gefle IF         | 10       | 5  | 8  | 11 | 12 | 15 | 15 | 15 | 15 | 15 | 15 | 15 | 16 | 16 | 16 | 16 | 15 | 15 | 15 | 15 | 15 | 15 | 15 | 15 | 15 | 15 | 15 | 15 | 15 | 15 |   |
| Falkenbergs FF   | 15       | 16 | 16 | 16 | 16 | 16 | 16 | 16 | 16 | 16 | 16 | 16 | 15 | 15 | 15 | 15 | 16 | 16 | 16 | 16 | 16 | 16 | 16 | 16 | 16 | 16 | 16 | 16 | 16 | 16 |   |

### Resultattabell
| Hemma \ Borta    | AIK | BKH | DIF | FFF | GIF | GIFS | HAIF | HEIF | IFE | IFKG | IFKN | JS  | KFF | MFF | ÖSK | ÖFK |
| AIK              | —   | 2–1 | 2–0 | 2–0 | 1–0 | 1–1  | 0–0  | 2–1  | 2–1 | 3–3  | 6–0  | 0–0 | 3–1 | 1–1 | 0–0 | 2–0 |
| BK Häcken        | 2–3 | —   | 3–1 | 7–0 | 6–1 | 0–1  | 4–2  | 1–1  | 2–1 | 2–2  | 1–2  | 3–1 | 2–3 | 2–4 | 0–1 | 3–1 |
| Djurgårdens IF   | 0–3 | 1–0 | —   | 5–0 | 2–1 | 1–3  | 1–3  | 3–0  | 2–2 | 3–1  | 0–1  | 0–2 | 0–3 | 3–1 | 3–2 | 3–0 |
| Falkenbergs FF   | 2–3 | 1–4 | 1–2 | —   | 1–1 | 1–1  | 0–2  | 1–4  | 1–2 | 0–2  | 2–1  | 0–5 | 1–2 | 0–3 | 1–3 | 1–2 |
| Gefle IF         | 0–1 | 2–2 | 1–2 | 1–2 | —   | 1–1  | 0–2  | 1–1  | 2–2 | 2–6  | 0–0  | 0–1 | 4–2 | 1–0 | 0–4 | 0–0 |
| GIF Sundsvall    | 1–3 | 0–0 | 2–5 | 2–1 | 1–2 | —    | 0–0  | 0–2  | 1–3 | 1–3  | 1–2  | 3–1 | 1–1 | 0–1 | 3–1 | 5–0 |
| Hammarby IF      | 0–3 | 2–3 | 4–2 | 3–3 | 2–1 | 1–1  | —    | 5–1  | 2–4 | 2–0  | 1–1  | 1–1 | 2–1 | 2–3 | 1–1 | 1–1 |
| Helsingborgs IF  | 2–1 | 0–2 | 1–2 | 3–1 | 2–3 | 2–1  | 0–1  | —    | 2–4 | 1–3  | 1–2  | 2–0 | 0–1 | 2–1 | 1–3 | 1–1 |
| IF Elfsborg      | 2–2 | 2–4 | 3–0 | 5–0 | 2–0 | 4–0  | 4–1  | 1–0  | —   | 1–1  | 2–1  | 3–3 | 1–1 | 0–1 | 2–1 | 3–1 |
| IFK Göteborg     | 1–0 | 1–0 | 2–1 | 2–0 | 3–3 | 4–1  | 2–1  | 2–0  | 2–2 | —    | 1–1  | 2–1 | 1–1 | 0–3 | 3–2 | 2–0 |
| IFK Norrköping   | 4–1 | 3–1 | 1–3 | 2–1 | 2–0 | 3–1  | 3–1  | 3–0  | 0–0 | 3–1  | —    | 5–1 | 4–1 | 1–2 | 3–1 | 3–3 |
| Jönköpings Södra | 0–0 | 1–1 | 1–0 | 1–1 | 1–0 | 1–1  | 0–1  | 1–1  | 1–0 | 1–1  | 0–2  | —   | 0–1 | 3–2 | 1–1 | 1–1 |
| Kalmar FF        | 1–1 | 1–1 | 2–1 | 3–0 | 0–1 | 2–0  | 1–1  | 2–3  | 3–2 | 4–2  | 0–1  | 0–1 | —   | 1–1 | 3–2 | 2–0 |
| Malmö FF         | 2–0 | 3–0 | 1–0 | 2–0 | 3–0 | 1–2  | 3–0  | 2–0  | 1–0 | 3–1  | 3–1  | 4–1 | 1–1 | —   | 1–0 | 0–3 |
| Örebro SK        | 0–2 | 0–0 | 0–2 | 3–2 | 2–2 | 3–3  | 3–2  | 0–0  | 1–0 | 3–2  | 2–2  | 2–1 | 2–1 | 0–3 | —   | 1–5 |
| Östersunds FK    | 0–2 | 2–1 | 1–0 | 6–1 | 2–4 | 4–0  | 2–0  | 2–0  | 0–0 | 2–0  | 0–2  | 1–0 | 1–0 | 1–4 | 2–4 | —   |

## Statistik
| Rank | Spelare               | Lag              | Mål |
| ---- | --------------------- | ---------------- | --- |
| 1    | John Owoeri           | BK Häcken        | 17  |
| 2    | Sebastian Andersson   | IFK Norrköping   | 14  |
| 2    | Vidar Örn Kjartansson | Malmö FF         | 14  |
| 4    | Viktor Prodell        | IF Elfsborg      | 13  |
| 5    | Michael Olunga        | Djurgårdens IF   | 12  |
| 6    | Paweł Cibicki         | Jönköpings Södra | 10  |
| 6    | Tobias Hysén          | IFK Göteborg     | 10  |
| 6    | Alexander Isak        | AIK              | 10  |
| 6    | Erik Israelsson       | Hammarby IF      | 10  |
| 6    | Marcus Antonsson      | Kalmar FF        | 10  |
| 6    | Saman Ghoddos         | Östersunds FK    | 10  |

| Rank | Spelare             | Lag              | Assist |
| ---- | ------------------- | ---------------- | ------ |
| 1    | Magnus Wolff Eikrem | Malmö FF         | 15     |
| 2    | Simon Lundevall     | IF Elfsborg      | 10     |
| 3    | Johan Bertilsson    | Gefle IF         | 9      |
| 4    | Viktor Claesson     | IF Elfsborg      | 8      |
| 4    | Stefan Ishizaki     | AIK              | 8      |
| 6    | Astrit Ajdarević    | Örebro SK        | 7      |
| 6    | Nicklas Bärkroth    | IFK Norrköping   | 7      |
| 6    | Alex Dyer           | Östersunds FK    | 7      |
| 6    | Alexander Farnerud  | BK Häcken        | 7      |
| 6    | Samuel Gustafson    | BK Häcken        | 7      |
| 6    | Eric Larsson        | GIF Sundsvall    | 7      |
| 6    | Nasiru Mohammed     | BK Häcken        | 7      |
| 6    | Søren Rieks         | IFK Göteborg     | 7      |
| 6    | Emil Salomonsson    | IFK Göteborg     | 7      |
| 6    | Tommy Thelin        | Jönköpings Södra | 7      |

### Hat-trickligan
| Antal hat-trick | Spelare               | För           | Mot              | Resultat | Datum      |
| --------------- | --------------------- | ------------- | ---------------- | -------- | ---------- |
| 2               | Vidar Örn Kjartansson | Malmö FF      | BK Häcken        | 3–0      | 1 maj      |
| 2               | Vidar Örn Kjartansson | Malmö FF      | Östersunds FK    | 4–1      | 28 maj     |
| 1               | Erik Israelsson       | Hammarby IF   | Helsingborgs IF  | 5–1      | 10 april   |
| 1               | Issam Jebali          | IF Elfsborg   | GIF Sundsvall    | 4–0      | 22 augusti |
| 1               | Peter Wilson          | GIF Sundsvall | Jönköpings Södra | 3–1      | 1 oktober  |
| 1               | Rômulo                | Hammarby IF   | Djurgårdens IF   | 4–2      | 17 oktober |
| 1               | John Owoeri           | BK Häcken     | Falkenbergs FF   | 7–0      | 6 november |

### Publiksiffror per omgång
| Omgång | Datum        | Hemmalag       | Resultat | Bortalag         | Publik |
| ------ | ------------ | -------------- | -------- | ---------------- | ------ |
| 1      | 4 april      | Hammarby IF    | 1–1      | Östersunds FK    | 31 756 |
| 2      | 7 april      | Djurgårdens IF | 5–0      | Falkenbergs FF   | 15 134 |
| 3      | 10 april     | Hammarby IF    | 5–1      | Helsingborgs IF  | 20 516 |
| 4      | 19 april     | Djurgårdens IF | 1–3      | Hammarby IF      | 24 900 |
| 5      | 24 april     | Hammarby IF    | 1–1      | Jönköpings Södra | 24 131 |
| 6      | 27 april     | IFK Göteborg   | 0–3      | Malmö FF         | 15 748 |
| 7      | 1 maj        | Hammarby IF    | 1–1      | GIF Sundsvall    | 23 877 |
| 8      | 9 maj        | IFK Göteborg   | 2–1      | Djurgårdens IF   | 12 214 |
| 9      | 16 maj       | AIK            | 2–0      | Djurgårdens IF   | 26 109 |
| 10     | 18 maj       | Hammarby IF    | 2–3      | Malmö FF         | 23 617 |
| 11     | 23 maj       | Malmö FF       | 2–0      | Falkenbergs FF   | 15 876 |
| 12     | 29 maj       | Hammarby IF    | 2–1      | Gefle IF         | 22 215 |
| 13     | 11 juli      | Malmö FF       | 1–0      | Örebro SK        | 17 526 |
| 14     | 17 juli      | Hammarby IF    | 3–3      | Falkenbergs FF   | 18 119 |
| 15     | 24 juli      | Hammarby IF    | 0–3      | AIK              | 26 618 |
| 16     | 31 juli      | AIK            | 2–0      | Falkenbergs FF   | 10 875 |
| 17     | 7 augusti    | Malmö FF       | 2–0      | AIK              | 20 150 |
| 18     | 14 augusti   | Djurgårdens IF | 2–2      | IF Elfsborg      | 12 514 |
| 19     | 21 augusti   | Hammarby IF    | 2–0      | IFK Göteborg     | 21 848 |
| 20     | 28 augusti   | AIK            | 0–0      | Hammarby IF      | 30 843 |
| 21     | 12 september | Hammarby IF    | 1–1      | Örebro SK        | 23 212 |
| 22     | 18 september | Djurgårdens IF | 3–1      | Malmö FF         | 15 370 |
| 23     | 21 september | Djurgårdens IF | 0–3      | AIK              | 22 197 |
| 24     | 25 september | Malmö FF       | 2–0      | Helsingborgs IF  | 19 918 |
| 25     | 2 oktober    | AIK            | 6–0      | IFK Norrköping   | 17 157 |
| 26     | 17 oktober   | Hammarby IF    | 4–2      | Djurgårdens IF   | 28 493 |
| 27     | 23 oktober   | Hammarby IF    | 2–4      | IF Elfsborg      | 21 299 |
| 28     | 27 oktober   | AIK            | 2–1      | BK Häcken        | 8 507  |
| 29     | 30 oktober   | Hammarby IF    | 1–1      | IFK Norrköping   | 20 335 |
| 30     | 6 november   | Malmö FF       | 3–0      | Hammarby IF      | 20 335 |

| Omgång | Datum        | Hemmalag         | Resultat | Bortalag         | Publik |
| ------ | ------------ | ---------------- | -------- | ---------------- | ------ |
| 1      | 3 april      | Gefle IF         | 1–1      | Helsingborgs IF  | 3 344  |
| 2      | 7 april      | GIF Sundsvall    | 1–2      | Gefle IF         | 4 120  |
| 3      | 10 april     | Falkenbergs FF   | 1–2      | Östersunds FK    | 2 456  |
| 4      | 18 april     | GIF Sundsvall    | 3–1      | Örebro SK        | 3 428  |
| 5      | 24 april     | BK Häcken        | 0–1      | GIF Sundsvall    | 2 022  |
| 6      | 28 april     | BK Häcken        | 6–1      | Gefle IF         | 1 424  |
| 7      | 2 maj        | Gefle IF         | 2–6      | IFK Göteborg     | 3 141  |
| 8      | 8 maj        | BK Häcken        | 2–3      | AIK              | 3 514  |
| 9      | 15 maj       | Falkenbergs FF   | 1–4      | BK Häcken        | 2 014  |
| 10     | 19 maj       | Gefle IF         | 0–4      | Örebro SK        | 2 329  |
| 11     | 22 maj       | Kalmar FF        | 1–1      | BK Häcken        | 4 620  |
| 12     | 29 maj       | Falkenbergs FF   | 1–2      | Kalmar FF        | 2 528  |
| 13     | 9 juli       | Gefle IF         | 1–2      | Falkenbergs FF   | 2 756  |
| 14     | 18 juli      | Gefle IF         | 4–2      | Kalmar FF        | 2 409  |
| 15     | 23 juli      | Falkenbergs FF   | 1–3      | Örebro SK        | 3 035  |
| 16     | 31 juli      | BK Häcken        | 1–1      | Helsingborgs IF  | 2 612  |
| 17     | 6 augusti    | Falkenbergs FF   | 0–5      | Jönköpings Södra | 2 638  |
| 18     | 14 augusti   | BK Häcken        | 0–1      | Örebro SK        | 1 846  |
| 19     | 21 augusti   | Falkenbergs FF   | 1–1      | Gefle IF         | 1 976  |
| 20     | 21 augusti   | BK Häcken        | 3–1      | Östersunds FK    | 2 025  |
| 21     | 12 september | Gefle IF         | 2–2      | BK Häcken        | 2 836  |
| 22     | 17 september | Kalmar FF        | 2–0      | Östersunds FK    | 4 856  |
| 23     | 21 september | Gefle IF         | 0–1      | Jönköpings Södra | 2 292  |
| 24     | 26 september | Falkenbergs FF   | 0–2      | Hammarby IF      | 2 380  |
| 25     | 2 oktober    | Gefle IF         | 2–2      | IF Elfsborg      | 2 582  |
| 26     | 15 oktober   | Falkenbergs FF   | 1–1      | GIF Sundsvall    | 1 412  |
| 27     | 23 oktober   | BK Häcken        | 2–3      | Kalmar FF        | 1 722  |
| 28     | 27 oktober   | Jönköpings Södra | 1–1      | Örebro SK        | 3 173  |
| 29     | 30 oktober   | Falkenbergs FF   | 1–4      | Helsingborgs IF  | 2 418  |
| 30     | 6 november   | BK Häcken        | 7–0      | Falkenbergs FF   | 1 437  |

## Anmärkningslista
1. ↑  Spelaren lämnade Malmö FF den 30 augusti 2016.[67]
2. ↑  Spelaren lämnade Kalmar FF den 18 juni 2016.[68]
3. ↑  Spelaren lämnade BK Häcken den 9 augusti 2016.[70]
4. ↑  Spelaren gjorde fyra mål.

### Fotnoter
1. ↑  Calle Lindberg (27 oktober 2015). ”Östersunds FK allsvenskt för första gången”. SVT Sport. http://www.svt.se/sport/fotboll/ostersunds-fk-allsvenskt-for-forsta-gangen/. Läst 27 oktober 2015.
2. ↑  Sjöblom, Patrik (17 oktober 2015). ”J-Södra klart för allsvenskan”. jp.se. Arkiverad från originalet den 4 mars 2016. https://web.archive.org/web/20160304185920/http://www.jp.se/article/j-sodra-klart-for-allsvenskan/. Läst 17 oktober 2015.
3. ↑  ”Norrköping mästare efter 26 års väntan”. SVT. 31 oktober 2015. http://www.svt.se/sport/fotboll/norrkoping-mastare-efter-26-ars-vantan/. Läst 31 oktober 2015.
4. ↑  ”Malmö FF är svenska mästare”. SVT. 26 oktober 2016. http://www.svt.se/sport/fotboll/tidigt-ledningsmal-for-malmo/. Läst 28 oktober 2016.
5. ↑  ”Norrköping vann efter publikskandal”. SVT. 26 april 2016. http://www.svt.se/sport/fotboll/ifk-norrkoping-hammarby. Läst 28 april 2016.
6. ↑  ”IFK Norrköping upp i serieledning - mästarna slog Hammarby hemma”. Fotbollskanalen. 26 april 2016. http://www.fotbollskanalen.se/allsvenskan/tv-ifk-norrkoping-upp-i-serieledning---mastarna-slog-hammarby-hemma. Läst 28 april 2016.
7. ↑  ”Pekings match mot Hammarby avbröts - stökigheter på läktaren”. Fotbollskanalen. 26 april 2016. http://www.fotbollskanalen.se/allsvenskan/pekings-match-mot-hammarby-avbrots---stokigheter-pa-laktaren/. Läst 28 april 2016.
8. ↑  ”Direktrapportering IFK Göteborg - Malmö FF”. Fotbolldirekt. Arkiverad från originalet den 27 april 2016. https://archive.is/20160427194535/http://live.fotbolldirekt.se/matchrapport/222459382. Läst 27 april 2016.
9. ↑  ”Tråkiga scener i stormötet – smällare kastades mot förre Blåvitt-spelaren”. Fotbolldirekt. 27 april 2016. Arkiverad från originalet den 28 april 2016. https://web.archive.org/web/20160428095147/http://www.fotbolldirekt.se/2016/04/27/just-nu-trakiga-scener-i-stormotet-smallare-kastades-mot-forre-blavitt-spelaren/. Läst 27 april 2016.
10. 1 2 3  ”SvFF: ”Vi ska ta ett beslut inom kort...””. Aftonbladet. 27 april 2016. http://www.aftonbladet.se/sportbladet/fotboll/sverige/allsvenskan/ifkgoteborg/article22714896.ab. Läst 28 april 2016.
11. ↑  ”Frölundas guldhjälte sprang in på planen: "Ett försök att vara lustig"”. Fotbollskanalen. 27 april 2016. http://www.fotbollskanalen.se/allsvenskan/tv-frolundas-guldhjalte-sprang-in-pa-planen-ett-forsok-att-vara-lustig/. Läst 28 april 2016.
12. ↑  ”Beslut: 3-0-seger för Malmö”. Fogis. 5 maj 2016. Arkiverad från originalet den 7 maj 2016. https://web.archive.org/web/20160507063317/http://fogis.se/arkiv/startsida/2016/05/beslut-3-0-seger-for-malmo/. Läst 5 maj 2016.
13. ↑  ”IFK Göteborg överklagar disciplinnämndens beslut”. Fotbollskanalen. 19 maj 2016. http://www.fotbollskanalen.se/allsvenskan/ifk-goteborg-overklagar-disciplinnamndens-beslut/. Läst 20 maj 2016.
14. ↑  ”IFK Göteborgs överklagan får inte prövningstillstånd - 3-0-beslutet står fast”. Fotbollskanalen. 23 maj 2016. http://www.fotbollskanalen.se/allsvenskan/ifk-goteborgs-overklagan-far-inte-provningstillstand---3-0-beslutet-star-fast/. Läst 23 maj 2016.
15. ↑  ”AIK stänger av Carlos Strandberg efter stryptaget”. Fotbollskanalen. 21 maj 2016. http://www.fotbollskanalen.se/allsvenskan/aik-stanger-av-carlos-strandberg-efter-stryptaget/. Läst 24 maj 2016.
16. ↑  ”SvFF anmäler Carlos Strandberg för strypgreppet”. Fotbollskanalen. 24 maj 2016. http://www.fotbollskanalen.se/allsvenskan/svff-anmaler-carlos-strandberg-for-strypgreppet/. Läst 24 maj 2016.
17. ↑  ”Disciplinnämnden om Strandberg: "AIK:s interna avstängning påverkade”. Fotbollskanalen. 26 maj 2016. http://www.fotbollskanalen.se/allsvenskan/disciplinnamnden-om-strandberg-aiks-interna-avstangning-paverkade/. Läst 15 augusti 2016.
18. ↑  ”Keita: Ingen aning om varför han gav sig på mig”. Fotbollskanalen. 15 augusti 2016. http://www.fotbollskanalen.se/allsvenskan/keita-ingen-aning-om-varfor-han-gav-sig-pa-mig/. Läst 15 augusti 2016.
19. ↑  ”Skandal - åskådare slog ner Östersunds målvakt”. Fotbollskanalen. 15 augusti 2016. http://www.fotbollskanalen.se/allsvenskan/tv-skandal---askadare-slog-ner-ostersunds-malvakt/. Läst 15 augusti 2016.
20. 1 2 3  ”JUST NU: Matchen spelas inte klart efter huliganattacken”. Fotbolldirekt. 15 augusti 2016. Arkiverad från originalet den 16 augusti 2016. https://web.archive.org/web/20160816121543/http://www.fotbolldirekt.se/2016/08/15/just-nu-nykomlingsmotet-igang-sa-startar-lagen/. Läst 15 augusti 2016.
21. 1 2 3 4  ”17-åringen är dömd sedan tidigare”. Jnytt. 15 augusti 2016. Arkiverad från originalet den 15 augusti 2016. https://web.archive.org/web/20160815202530/http://www.jnytt.se/article/publikskandal-pa-stadsparksvallen/. Läst 15 augusti 2016.
22. ↑  ”Maskerad man misstänks för misshandel”. Aftonbladet. 15 augusti 2016. http://www.aftonbladet.se/sportbladet/fotboll/sverige/allsvenskan/jonkopingsodra/article23347234.ab. Läst 15 augusti 2016.
23. ↑  ”Polisen: Misstänkte mannen bombhotade arenan”. Fotbollskanalen. 15 augusti 2016. http://www.fotbollskanalen.se/allsvenskan/polisen-misstankte-mannen-bombhotade-arenan/. Läst 15 augusti 2016.
24. ↑  ”Sprang som på en given signal”. Aftonbladet. 16 augusti 2016. http://www.aftonbladet.se/sportbladet/fotboll/sverige/allsvenskan/jonkopingsodra/article23351616.ab. Läst 16 augusti 2016.
25. ↑  ”Utreder spelfusk efter attacken: Det går många rykten”. Fotbolldirekt. 16 augusti 2016. Arkiverad från originalet den 17 augusti 2016. https://web.archive.org/web/20160817170545/http://www.fotbolldirekt.se/2016/08/16/utreder-spelfusk-efter-attacken-det-gar-manga-rykten/. Läst 16 augusti 2016.
26. ↑  ”Svenska spels utredning avslutad: Kan inte se något mönster”. Fotbollskanalen. 16 augusti 2016. http://www.fotbollskanalen.se/allsvenskan/svenska-spels-utredning-avslutad-kan-inte-se-nagot-monster/. Läst 16 augusti 2016.
27. ↑  ”Matchens öde fortfarande oklart: Olika scenarion”. Fotbollskanalen. 16 augusti 2016. http://www.fotbollskanalen.se/allsvenskan/matchens-ode-fortfarande-oklart-olika-scenarion/. Läst 16 augusti 2016.
28. ↑  ”Misstänkt för planattack på fri fot”. Sydsvenskan. 16 augusti 2016. http://www.sydsvenskan.se/2016-08-16/misstankt-for-planattack-pa-fri-fot. Läst 16 augusti 2016.
29. ↑  ”Disciplinnämnden ger Östersund segern med 3–0”. Svenskfotboll. 25 augusti 2016. Arkiverad från originalet den 26 augusti 2016. https://web.archive.org/web/20160826194115/http://svenskfotboll.se/allsvenskan/arkiv/allsvenskan/2016/08/nr201611/. Läst 25 augusti 2016.
30. ↑  ”J-Södra överklagar Disciplinnämndens beslut: ”Bygger på hypotetiska resonemang””. Fotbolldirekt.se. 29 augusti 2016. Arkiverad från originalet den 1 september 2016. https://web.archive.org/web/20160901075912/http://www.fotbolldirekt.se/2016/08/29/just-nu-j-sodra-overklagar-disciplinnamndens-beslut-bygger-pa-hypotetiska-resonemang/. Läst 7 september 2016.
31. ↑  ”Riksombudets överklagan – vill se 1–1 mellan J-Södra och Östersund”. Fotbolldirekt.se. 31 augusti 2016. Arkiverad från originalet den 2 september 2016. https://web.archive.org/web/20160902232356/http://www.fotbolldirekt.se/2016/08/31/riksombudets-overklagan-vill-se-1-1-mellan-j-sodra-och-ostersund/. Läst 7 september 2016.
32. ↑  ”Besvärsnämnden ändrar beslut”. Allsvenskan.se. 27 september 2025. Arkiverad från originalet den 1 oktober 2016. https://web.archive.org/web/20161001163040/https://www.allsvenskan.se/besvarsnamnden-faststaller-1-1-mellan-jonkoping-och-ostersund/. Läst 27 september 2016.
33. ↑  ”Eld från bortaläktaren - flera personer brännskadade”. Bt.se. 26 september 2016. http://www.bt.se/sport/eld-fran-bortalaktaren-matchen-avbruten/. Läst 26 september 2016.
34. 1 2 3  ”Sex personer skadade i brand på Borås Arenas läktare: "Kunde blivit värre"”. Fotbollskanalen.se. 26 september 2016. http://www.fotbollskanalen.se/allsvenskan/sex-personer-skadade-i-brand-pa-boras-arenas-laktare-kunde-blivit-varre/. Läst 26 september 2016.
35. ↑  ”Matchen avbruten – tog eld på läktaren”. Aftonbladet. 26 september 2016. http://www.aftonbladet.se/sportbladet/fotboll/sverige/allsvenskan/elfsborg/article23591805.ab. Läst 26 september 2016.
36. ↑  ”Brand i AIK-klacken – matchen skjuts upp”. Expressen.se. 26 september 2016. http://www.expressen.se/gt/sport/brand-i-aik-klacken--matchen-skjuts-upp/. Läst 26 september 2016.
37. ↑  ”Derbyt avbröts: "Det är en skam för oss"”. Göteborgs posten. 17 oktober 2016. http://www.gp.se/sport/derbyt-avbr%C3%B6ts-det-%C3%A4r-en-skam-f%C3%B6r-oss-1.3878128. Läst 30 oktober 2016.
38. ↑  http://svenskfotboll.se/allsvenskan/lag/?flid=66036
39. ↑  http://svenskfotboll.se/allsvenskan/lag/?flid=25509
40. ↑  http://svenskfotboll.se/allsvenskan/lag/?flid=89483
41. ↑  ”Arkiverade kopian”. Arkiverad från originalet den 8 oktober 2014. https://web.archive.org/web/20141008002607/http://svenskfotboll.se/allsvenskan/lag/?flid=25686. Läst 23 april 2016.
42. ↑  http://svenskfotboll.se/allsvenskan/lag/?flid=85230
43. ↑  http://svenskfotboll.se/allsvenskan/lag/?flid=25513
44. ↑  http://svenskfotboll.se/allsvenskan/lag/?flid=66592
45. ↑  ”Arkiverade kopian”. Arkiverad från originalet den 15 mars 2016. https://web.archive.org/web/20160315224348/http://svenskfotboll.se/allsvenskan/lag/?flid=25511. Läst 23 april 2016.
46. ↑  http://svenskfotboll.se/allsvenskan/lag/?flid=25504
47. ↑  http://svenskfotboll.se/allsvenskan/lag/?flid=25508
48. ↑  http://svenskfotboll.se/allsvenskan/lag/?flid=26935
49. ↑  http://svenskfotboll.se/allsvenskan/lag/?flid=25585
50. ↑  http://svenskfotboll.se/allsvenskan/lag/?flid=25521
51. ↑  http://svenskfotboll.se/allsvenskan/lag/?flid=25517
52. ↑  http://svenskfotboll.se/allsvenskan/lag/?flid=89484
53. ↑  http://svenskfotboll.se/allsvenskan/lag/?flid=25578
54. ↑  ”Åge Hareide lämnar Malmö FF”. Malmö FF. 2 december 2015. Arkiverad från originalet den 24 april 2016. https://web.archive.org/web/20160424111931/http://www.mff.se/sv-SE/aktuellt/nyheter/Nyheter/2015-12-02_age_hareide_lamnar_malmo_ff. Läst 4 augusti 2016.
55. ↑  ”Allan Kuhn ny tränare för Malmö FF”. Malmö FF. 8 januari. Arkiverad från originalet den 24 april 2016. https://web.archive.org/web/20160424161952/http://www.mff.se/sv-SE/aktuellt/nyheter/Nyheter/2016-01-08_allan_kuhn_ny_tranare. Läst 4 augusti 2016.
56. ↑  ”Andreas Alm ej längre chefstränare”. AIK Fotboll. 13 maj 2016. Arkiverad från originalet den 14 maj 2016. https://web.archive.org/web/20160514120329/http://www.aikfotboll.se/Article.aspx?contentID=10047. Läst 4 augusti 2016.
57. ↑  ”Rikard Norling tillbaka i AIK”. AIK Fotboll. 13 maj 2016. Arkiverad från originalet den 18 juli 2016. https://web.archive.org/web/20160718212826/http://www.aikfotboll.se/Article.aspx?contentID=10048. Läst 4 augusti 2016.
58. ↑  ”Prata om landslaget idag – sedan är det fullt fokus på IFK”. IFK Norrköping. 7 april 2016. Arkiverad från originalet den 7 augusti 2016. https://web.archive.org/web/20160807211254/http://ifknorrkoping.se/nyheter/arkiv/prata-om-landslaget-idag-sedan-aer-det-fullt-fokus-pa-ifk. Läst 4 augusti 2016.
59. ↑  ”IFK har presenterat sin näste manager”. IFK Norrköping. 11 maj 2016. Arkiverad från originalet den 11 juni 2016. https://web.archive.org/web/20160611003353/http://ifknorrkoping.se/nyheter/arkiv/ifk-har-presenterat-sin-naeste-manager. Läst 4 augusti 2016.
60. 1 2  ”Förändringar i ledarstaben”. Gefle IF Fotboll. 2 juni 2016. Arkiverad från originalet den 9 augusti 2016. https://web.archive.org/web/20160809061727/http://www.gefleiffotboll.se/2016/06/02/forandringar-i-ledarstaben/. Läst 4 augusti 2016.
61. ↑  ”Pelle Olsson lämnar Djurgården”. Djurgårdens IF Fotboll. 3 augusti 2016. Arkiverad från originalet den 6 augusti 2016. https://web.archive.org/web/20160806070259/http://dif.se/pelle-olsson-lamnar-djurgarden-fotboll/. Läst 4 augusti 2016.
62. ↑  ”Mark Dempsey tar över Djurgårdens IF”. Djurgårdens IF Fotboll. 3 augusti 2016. Arkiverad från originalet den 4 augusti 2016. https://web.archive.org/web/20160804223502/http://dif.se/mark-dempsey-tar-over-dif/. Läst 4 augusti 2016.
63. ↑  ”Tabell och resultat”. http://svenskfotboll.se/allsvenskan/tidigare-ar/resultat-2016/tabell-och-resultat/. Läst 1 april 2017.
64. ↑  ”Kvalspel till Allsvenskan”. SvFF. http://svenskfotboll.se/cuper-och-serier/kvalspel/till-allsvenskan/. Läst 30 oktober 2016.
65. ↑  http://www.everysport.com/sport/fotboll/fotbollsserier-2016/allsvenskan-herr/allsvenskan/73163
66. ↑  ”Skytteliga”. svenskfotboll.se. Arkiverad från originalet den 26 september 2009. https://web.archive.org/web/20090926033523/http://svenskfotboll.se/allsvenskan/statistikligor/?scr=sl. Läst 7 april 2016.
67. ↑  ”Klart: Malmö FF säljer Vidar Örn Kjartansson”. Expressen. 30 augusti 2016. http://www.expressen.se/kvallsposten/sport/klart-malmo-ff-saljer-vidar-orn-kjartansson/. Läst 13 september 2016.
68. ↑  ”Bekräftar: Skytteligaledaren lämnar Kalmar FF”. Fotbollskanalen. 18 juni 2016. http://www.fotbollskanalen.se/allsvenskan/bekraftar-skytteligaledaren-lamnar-kalmar-ff/. Läst 15 augusti 2016.
69. ↑  ”Passningsliga”. svenskfotboll.se. Arkiverad från originalet den 16 november 2011. https://web.archive.org/web/20111116130058/http://svenskfotboll.se/allsvenskan/statistikligor/?scr=al. Läst 7 april 2016.
70. ↑  ”Samuel Gustafson till Torino”. BK Häcken. 9 augusti 2016. Arkiverad från originalet den 8 november 2016. https://web.archive.org/web/20161108133232/http://bkhacken.se/samuel-gustafson-till-torino/. Läst 7 november 2016.